# مالگوبک
شهر مالگوبک (به روسی: Малгобек) در کشور روسیه و در جمهوری اینگوشتیا واقع شده‌است.